# Sainte-Agathe-la-Bouteresse
Sainte-Agathe-la-Bouteresse é uma comuna francesa na região administrativa de Auvérnia-Ródano-Alpes, no departamento de Loire. Estende-se por uma área de 11,75 km². Em 2010 a comuna tinha 1 066 habitantes (densidade: 90,7 hab./km²).